# Vocal semicerrada anterior redondeada
La vocal semicerrada anterior redondeada (escucharⓘ) es un sonido vocálico usado en algunas lenguas orales. El símbolo en el Alfabeto Fonético Internacional es ø, y símbolo X-SAMPA correspondiente es 2. El símbolo ø es una letra minúscula o con una barra diagonal atravesándola, derivada de los alfabetos danés, feroés y noruego, que usan este símbolo para representar el sonido.

## Características
- Su abertura es entre casi cerrada e intermedia, más cerrada que œ.

- Su localización es anterior, lo que significa que la lengua se sitúa tan adelante como sea posible en la boca sin crear una constricción que se pueda calificar como consonante.

- Es una vocal redondeada, lo que significa que los labios están abocinados y sus superficies interiores expuestas.

## Aparece en
Alemán, danés, feroés, francés, húngaro, ligur, neerlandés, noruego o sueco.

## Vocal intermedia anterior redondeada [ø̞]
Algunas lenguas tienen una vocal media anterior redondeada, para cuyos hablantes se puede oponer a tanto una vocal semicerrada como semiabierta. No obstante, no se conoce lenguaje en que las tres se opongan, por lo que no hay un símbolo IPA distinto, y [ø] se suele usar. Si se requiere de precisión, se puede utilizar un diacrítico: [ø̞].